# La Dernière Trompette
La Dernière Trompette (titre original : The Last Trump) est une nouvelle fantastique d'Isaac Asimov, parue pour la première fois en juin 1955. On la trouve en français dans le recueil Espace vital.
Son titre anglais, tiré de la Première épître aux Corinthiens (I, 15), signifie aussi « le dernier atout », joué par l'ange Ethériel.

## Publications
La nouvelle est parue aux États-Unis juin 1955 dans Fantastic Universe.
Elle parait en France dans le recueil Espace vital en 1972.

## Résumé
Sur ordre signé de Dieu, l'archange Gabriel a sonné dans sa trompette, déclenchant le Jugement dernier le 1er janvier 1957 à 12h01 temps universel. Comme prévu, toute activité s'arrête sur Terre, les morts ressuscitent et se mêlent aux vivants. Mais tous semblent bien être des pécheurs, comme la famille Billikan dont trois générations (une vivante, deux mortes) se disputent l'usine de corn flakes familiale, au nom de leur cupidité. Un nommé Harry Mann assiste à la scène avec amusement, avant d'aller savourer la douleur d'une famille qui hérite d'un bébé ressuscité, alors qu'ils avaient réussi à en faire le deuil longtemps avant. Puis il croise un pasteur qui se réjouit de la disparition des désirs impurs; un homme mort en 1807 qui attend impatiemment que vienne le tour de la résurrection des Amérindiens, ses chers ennemis; et enfin un professeur qui note que tout s'efface : les passions, les bâtiments, le relief terrestre, la nature, les objets. Bientôt, les hommes resteront nus, atones et désœuvrés sur une Terre vide, un véritable enfer. Harry Mann en est satisfait.
Pendant ce temps, Ethériel, l'Ange responsable de l'humanité, a décidé de contester l'arrêt divin. Remontant jusqu'à Dieu à travers l'administration angélique, il demande au Créateur de surseoir à son arrêt, au vu du nombre des damnés (y a-t-il seulement des Élus?). Dieu répond qu'il faut bien laisser Satan gagner quelquefois, afin que le Bien puisse se dresser contre le Mal. Ethériel insiste et trouve une faille dans l'arrêt : 1957, oui, mais de quel calendrier ? Il en existe tant !
Dieu (qui savait déjà cela) accepte de repousser l'exécution de son décret jusqu'à ce que l'humanité reconnaisse une année 1957 unique.
Harry Mann — Ahriman — Satan — se réveille le 1er janvier 1957 à 12h01 temps universel. L'Apocalypse n'a pas eu lieu. Frustré mais pas vaincu, il s'attelle aussitôt à la tâche d'imposer le calendrier unique de l'âge atomique.